# Lakeview (Kalifornija)
Lakeview je naseljeno područje za statističke svrhe u američkoj saveznoj državi Kalifornija. Prema popisu stanovništva iz 2010. u njemu je živjelo 2.104 stanovnika.